# Gewone sachembij
De gewone sachembij (Anthophora plumipes) is een 14–16 mm  grote solitaire bij, die lipbloemigen, waaronder hondsdraf, als drachtplant heeft. Hij lijkt op een kleine hommel.
Sachembijen zijn te zien van maart tot en met juni. Ze komen vaak voor in grote kolonies met korte nestgangen in lemige steilwanden.
De grijsbruine beharing is lang en dicht. Het mannetje heeft een witte beharing op de voorkant van de kop en de sterk verlengde middenpoten van het mannetje zijn op de tarsleden bezet met lange haren en haarkwastjes. De vrouwtjes zijn vaak zwart behaard en hebben op de achterpoten roodbruine verzamelborstels.
In maart 2015 werd bekendgemaakt dat in de stad Amsterdam het aantal waargenomen gewone sachembijen in 2014 talrijk was, volgens de gemeente als gevolg van een veranderd groenbeleid, terwijl deze bij in 2000 nog schaars was.
De bruine rouwbij en de sachembijenoliekever zijn broedparasieten van deze soort.

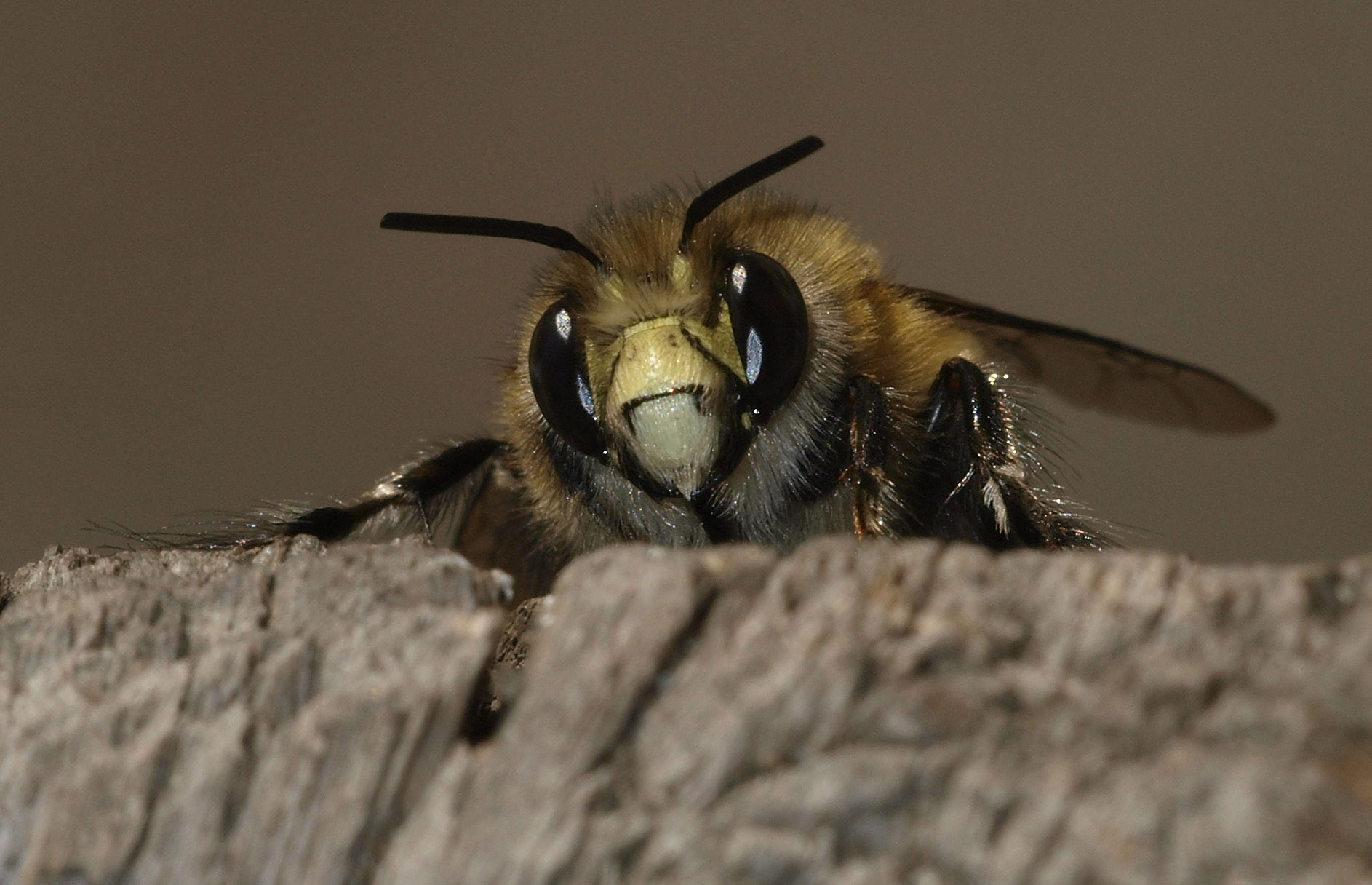
Kop van een mannetje